# Яндекс.Закладки
«Я́ндекс.Закла́дки» — сервис для создания списка и управления закладками (адресами) с веб-ресурсами, созданный компанией Яндекс. 13 апреля 2015 года сервис закрыт. После закрытия сервиса  закладки будут храниться на Яндекс.Диске пользователя. Закладки могли удаляться Яндексом, если пользователь не пользовался ими более одного года.